# De Speld
De Speld is een satirisch online nieuwsmagazine opgericht op 30 oktober 2007 door Melle van den Berg en Jochem van den Berg (geen familie). De redactie is gevestigd in Amsterdam.

## Geschiedenis
In 2011 is De Speld verkozen tot Website van het Jaar in de categorie ‘entertainment’. Daarnaast bereikte de website 100.000 Facebook-likes op zaterdag 26 oktober 2013.
Op 23 maart 2012 kwam Nieuwsuur op bezoek bij de redactie van De Speld. Dit interview ging over twee artikelen die de website al eerder geplaatst had, maar in die week waarheid werden. De twee artikelen, 'Brinkman gedoogt gedoogsteun PVV aan minderheidskabinet' en 'Lenteweer ontregelt OV', waren in 2010 al geschreven maar kwamen in 2012 uit. De Speld schreef eerder ook dat de PVV het KNMI een links bolwerk vindt. Toenmalig Kamerlid Richard de Mos kwam later echt met dat standpunt.
Op 3 juli 2013 publiceerde De Groene Amsterdammer een interview met hoofdredacteur Jochem van den Berg.
In 2016 won De Speld de publieksprijs in de categorie ‘Best Writing’ bij de Lovie Awards. De Speld versloeg in de verkiezing onder meer VICE en The Guardian.
De Speld won in 2021 opnieuw een Lovie Award, ditmaal in de categorie Best News/Politics Video Series voor de serie Partij tegen de Burger.
Sinds 2017 publiceert De Volkskrant jaarlijks een bloemlezing van de volgens hen tien beste stukken van De Speld. Daarnaast heeft De Speld ook een wekelijkse column.
In 2022 speelt er een theatervoorstelling  De Speld Theater - de meest betrouwbare voorstelling ooit over betrouwbaar nieuws van morgen.

## Publicaties

### Boeken
- In 2012 verscheen Nederland het boek: In vijf miljard jaar van supermacht tot wereldrijk, een satirisch boek over de geschiedenis van Nederland. "Een originele en geestige kijk op de Nederlandse geschiedenis van het schrijverscollectief De Speld, bekend van de gelijknamige satirische website. Het verhaal vangt ruim dertien miljard jaar geleden aan en eindigt bij de financiële crisis anno nu."[7] Publicist Bas Heijne sprak in een video positief over het boek. Volgens hem is 'Het belang van Nederland Het Boek niet te onderschatten'.[8]
- In 2015 volgde een tweede boek, De Speld op Reis: Binnenhof, dat in ontvangst werd genomen door premier Mark Rutte.[9] Het boek betreft een persiflage op een reisgids en vooral op de Haagse politiek rond het Binnenhof.
- In 2017 verscheen ter gelegenheid van het tienjarig bestaan van De Speld een in eigen beheer uitgegeven compilatie: 100 jaar De Speld - Deel 1. In deel 1 komen eerste 10 jaar (2007-2017) aan de orde. Het is een bloemlezing van de beginperiode van De Speld. Ter gelegenheid van het recent uitgegeven boek waren oprichters Jochem van de Berg en Melle van den Berg op 3 november 2017 te gast in praatprogramma De Wereld Draait Door.[10]
- In 2019 verscheen 'De toekomst: het boek'[11]. In dit werk kijkt De Speld op volgbare wijze naar de krachten die de toekomst gaan vormen: kunstmatige intelligentie, biotechnologie en klimaatverandering. Of de toekomst er nu rooskleurig of apocalyptisch uitziet: dit handboek geeft de noodzakelijke handvatten om te overleven. Op 2 oktober verscheen de voorpublicatie in de Volkskrant.[12]
- Sinds 2019 geeft De Speld elk jaar een eindejaarsboek uit met de beste artikelen van het afgelopen jaar.

### Radio
Van september 2010 tot juni 2012 was De Speld elke dinsdagnacht te horen op Radio 1, bij WNL, met Globaal Nieuws gepresenteerd door Diederik Smit. In 2014 en 2015 was Globaal Nieuws van De Speld elke maandag en donderdag te horen bij Radio Veronica. 
Podcast
In 2020 lanceerde De Speld een podcast met Roel Maalderink als presentator. 

### Overige print
- Van december 2010 tot en met maart 2012 publiceerde De Speld iedere woensdag een pagina in dagblad De Pers.
- Van februari 2012 tot heden publiceert De Speld tweemaal per week een artikel in de Volkskrant.
- In 2011 werd een scheurkalender gepresenteerd, met nieuws over het hele jaar voor 2012.

## Webseries

### Nederland Gezellig!
Sinds 2015 publiceert de Speld regelmatig afleveringen van het satirische praatprogramma ‘Nederland Gezellig!’. In deze web serie worden onder andere afleveringen geplaatst met titels als ‘Ondernemer Beau (21) werd miljonair met één briljant idee: zijn vaders geld’. Ook schuiven er geregeld bekende Nederlanders aan, zoals Georgina Verbaan en Sebastiaan Labrie. De show wordt gepresenteerd door Elise Schaap en Bob Stoop.

### De Partij tegen de Burger
Ten tijde van de verkiezingen van 2012 maakte De Speld een reclamespot voor De Partij tegen de Burger. Dit werd een hit op YouTube. Diverse Nederlandse media, zoals NRC, het Algemeen Dagblad en de Volkskrant plaatsten het filmpje op hun site. Het filmpje is inmiddels meer dan 420.000 keer bekeken. Sinds dit eerste vertoon volgden door de jaren nog een reeks aan campagnefilmpjes van de fictieve partij. Tijdens de gemeenteraadsverkiezingen in 2014 was De Partij tegen de Burger aanwezig met campagnespotjes en tijdens de Tweede Kamerverkiezingen in 2017 kwam zij met videotitels als 'Allemaal de tyfus'. Laatstgenoemde ging viraal en is al meer dan 459.000 keer bekeken op YouTube. Ook voor de Provinciale Statenverkiezingen van 2019 werden nieuwe video's geproduceerd, onder andere getiteld 'Meer Schiphol, minder u'.

### De Speld vertelt
Sinds 2016 publiceert De Speld regelmatig video’s onder het overkoepelende thema van ‘De Speld vertelt’. In deze serie publiceert De Speld verschillende uitlegvideo’s over uiteenlopende onderwerpen.

### Virale video's
- Het eerste filmpje dat De Speld ooit plaatste was op 29 juni 2010. De video over de 'pedofilofiel' kreeg internationale bekendheid, doordat het werd geplaatst op Reddit.[23] Op YouTube is het filmpje anno 2025 al 438.000 keer bekeken.[24]
- Op 15 januari 2013 publiceerde De Speld een video met de titel 'Nederland vanaf 1 februari een dictatuur'.[25] Nog geen twee weken later maakte koningin Beatrix haar aftreden bekend. Mede door deze toevalligheid is het filmpje 120.000 keer bekeken.[25]
- Op 16 september 2016 publiceerde De Speld de video 'OFFICIAL Aftermovie'.[26] Deze is een parodie op de vele aftermovies die geproduceerd worden na het festival seizoen. De parodie ging viraal en bereikte 1,1 miljoen weergaven op Facebook.

## Buitenlandse samenwerking
Vanaf oktober 2017 werkt De Speld samen met diverse buitenlandse satirische publicaties, bestaande uit Der Postillon (Duitsland), Le Gorafi (Frankrijk), El Mundo Today (Spanje), Lercio (Italië), Waterford Whispers News (Ierland) en Die Tagespresse (Oostenrijk). Gezamenlijk bereiken deze sites meer dan 20 miljoen mensen per maand. De zeven partijen zetten zich op initiatief van De Speld gezamenlijk in. De satirische nieuwssites vertalen en publiceren elkaars meest spraakmakende artikelen.

## In het nieuws
De Speld werd vooral in de beginjaren niet zelden voor een echte nieuwswebsite gehouden. Vooral op sociale media als Facebook en Twitter gaat het weleens hard met de reacties van mensen die De Speld niet kennen en daardoor niet doorhebben dat het satire betreft. Zo was er het geval in april 2008 waar De Speld genoodzaakt een satirische tekst en bijbehorende afbeelding, waarin de door The Coca-Cola Company geregistreerde merknaam Fanta door Fitna was vervangen, te verwijderen.
Verder waren er instanties waar berichtgeving over een Islamitische Willem van Oranje, een 'patatje holocaust' en het aantreffen van 200 kilo tonijn in een lading cocaïne door verschillende partijen als waarheid werden aangenomen.

## Trivia
- Twee schrijvers van De Speld wisten het televisieprogramma De Slimste Mens achtereenvolgens te winnen. Programmamaker Tom Roes in januari 2015 en cabaretier Diederik Smit in augustus van hetzelfde jaar. Overigens is ook Arjen Lubach, die de eerste versie van de quiz won, gast-redacteur geweest.
- Leden van De Speld worden Vage Kennis genoemd. Zij hebben onbeperkt toegang tot de artikelen, anderen mogen 3 artikelen per maand lezen.